# Hatlíkov
Hatlíkov je osada, součást obce Hojkov v okrese Jihlava. Nachází se severně od vlastního Hojkova, jehož je jednou ze základních sídelních jednotek a na který urbanisticky navazuje.
Osada vznikla u hojkovského mlýna, který se nacházel u čp. 33 a jenž zanikl v 19. století. Poblíž něj byla ve druhé třetině 19. století vybudována první stavení a zástavba postupně pokračovala v podobě ulicovky podél cesty do kopce směrem na Hojkov. Ve druhém desetiletí 21. století již zástavba Hatlíkova téměř dosáhla okraje intravilánu Hojkova.
Na horním konci Hatlíkova stojí kamenná sloupková boží muka z roku 1726.